# 前75年
| 千纪： | 前1千纪 |
| 世纪： | 前2世纪 \| 前1世纪 \| 1世纪                                                                                |
| 年代： | 前100年代 \| 前90年代 \| 前80年代 \| 前70年代 \| 前60年代 \| 前50年代 \| 前40年代                          |
| 年份： | 前80年 \| 前79年 \| 前78年 \| 前77年 \| 前76年 \| 前75年 \| 前74年 \| 前73年 \| 前72年 \| 前71年 \| 前70年 |
| 纪年： | 西汉元凤六年                                                                                               |

## 大事记
- 婆藪提婆推翻巽伽王朝末代君主提婆菩提，建立甘華王朝
- 塞多留在胡卡爾河擊敗龐培
- 普布利乌斯·科尔内利乌斯·雷恩图卢斯当选为裁判官
- 罗马征服塞尔维亚中部，建立默西亚省
- 羅馬興建波圖努斯神廟
- 其他
  - 开始了古罗马文学的黄金时代

## 出生
- 盖乌斯·阿西纽斯·波利奥（英语：Gaius Asinius Pollio）：羅馬共和國的演說家和作家
- 薩納特魯斯（Sinatruces of Parthia）

## 逝世
- 王訢：漢朝丞相
- 劉賢：劉發之子。漢衆陵節侯。
- 奧羅德斯一世：帕提亞國王